# كاميلو رونداني
كان كاميلو رونداني (21 نوفمبر 1808 - 17 سبتمبر 1879) عالم حشرات إيطالي مشهور بدراساته لذوات الجناحين.